# 事業構想修士（専門職）
事業構想修士（専門職）（じぎょうこうそうしゅうし せんもんしょく）とは、事業構想を学び修めたものに対して授与されることのある専門職学位である。英語名称をMaster of Project Design（略称: MPD）という。
大学院（専門職学位課程）が、これを授与する。

## 概説
MPDは、事業アイデアを発想し実現可能な計画に落としこむことを修士課程の対象としており、事業の実践に活用することを目的としている。
MBA（経営管理学修士）ではケースブックメソッドによる教育が主流であるのに対して、MPDでは過去の環境における参考事例としてケーススタディを取り入れつつも、社会構造の変化や科学技術の進歩を背景にした新たな事業機会の創出に主眼を置いている。

## 学位の認証

### 日本
2012年4月現在、事業構想大学院大学、宮城大学大学院事業構想学研究科がこの学位を授与している。いずれも設置にあたって野田一夫が尽力し、初代学長となった大学（院）に設けられている。